# Thuringwethil
Thuringwethil är en fiktiv bevingad vampyrkvinna i Tolkiens verk Silmarillion.
Thuringwethil var en budbärare åt Sauron under den Första Åldern. 
Det sades att hon kan ha varit en Maia, alltså en lägre gudom, i Arda eftersom man antog att hon kunde byta form. Hon hade själv en gång sagt att hon föredrog att flyga i vampyrform till Morgoths järnhelvete, Angband.
Det var Thuringwethils skepnad Luthien använde sig av för att komma in i Angband när hon hade som uppdrag att stjäla tillbaka Silmarillen Morgoth stulit och satt i sin järnkrona.
Thuringwethil hade en relativt liten roll i Silmarillion och det ryktades om att denna skygga budbärare mötte sitt öde när Saurons härläger på ön, Tol Sirion, raserades.